# Asfalto caliente
Asfalto caliente  es el segundo y último álbum de estudio de la banda argentina de rock and roll y hard rock Orions. Fue editado en el año 1983. 

## Historia
En febrero de 1983 muere en un accidente automovilístico el baterista José Luis González, y su lugar es ocupado por Cacho D'Arias, exbaterista de Plus.
Después del enorme éxito que significó «Volando alto», los integrantes de Orions se dispusieron a grabar el sucesor en los estudios ION de Buenos Aires, entre los meses de marzo y abril de 1983.
Como en su anterior disco, el sonido está más volcado al rock que a los sonidos progresivos de la etapa de Orion's Beethoven.
El tema «Asfalto caliente» es uno de los primeros dentro del rock argentino dedicado a los motoqueros, en este caso en particular, al fallecido baterista José Luis González.

## Recepción
«Asfalto caliente» no pudo repetir el éxito de su antecesor, aun a pesar de haber recibido buenas críticas. Los momentos más destacados de los escasos 32 minutos del álbum son la extensa canción que le da título, la roquera «El rey de la violencia» y la balada «Príncipe encantado». 
El arte de tapa del vinilo original presenta una imagen plateada y espejada, como un papel cromado. "Pocas veces se ha visto en la Argentina una producción de tan buena calidad. La idea es excelente y fue plasmada con gran nivel. Sin duda, una de las mejores tapas que ha tenido el rock nacional en los últimos tiempos", consignó la crítica de la revista Pelo en su número 188.
El disco fue presentado en vivo el 7 de mayo de 1983 en el Estadio Obras. Debido a la poca repercusión que tuvo el material; el grupo decide separarse. La despedida del público tuvo lugar también en un colmado Obras, el 30 de diciembre de 1983.
"La decisión estaba tomada: consideramos que era una etapa cumplida de la banda y cada cual siguió con sus proyectos y viajes, todo en un marco de cordialidad y sin rencores", evocó Ronan Bar en declaraciones a la agencia de noticias Télam, en 2003.

## Lista de canciones
| N.º | Título                   | Escritor(es)           | Duración |  |
| 1.  | «Malos vecinos»          | Ronan Bar              | 2.48     |  |
| 2.  | «Amargos 16»             | Adrián Bar             | 3.30     |  |
| 3.  | «Mis pies tienen alas»   | Adrián Bar             | 5.08     |  |
| 4.  | «Amistades desparejas»   | Adrián Bar / Ronan Bar | 5.52     |  |
| 5.  | «Asfalto caliente»       | Adrián Bar / Ronan Bar | 5.47     |  |
| 6.  | «Príncipe cansado»       | Adrián Bar             | 4.03     |  |
| 7.  | «El rey de la violencia» | Adrián Bar / Ronan Bar | 4.52     |  |

## Créditos
- Adrián Bar – guitarras.
- Ronan Bar – bajo Fender y coros.
- Cacho D'Arias – batería.
- Alberto Varak – voz.
- Horacio Varbaro – teclados.
- Jorge Da Silva – técnico de grabación.
- Daniel Medina y Mario Salas – asistentes de grabación.
- Salvador Risiglione – técnico de corte.
- María Esther Masarone – arte de tapa.
- Montiasco – ilustración de lámina.
- Ricardo "Flower" Leiva – asistente de producción.
- Alejandro Franco – dirección artística.[2]
- Claudio Spinelli, Adriana Groisman y Tony Gimenez - fotografía de lámina.